# ウン・ヨンソン
ウン・ヨンソン（은영선、Eun Yeong Seon、1972年5月10日 - ）は大韓民国の女性声優。

## 出演作品
※太字は主役・ヒロイン・メインキャラクター。

### 日本アニメ
- AIR (神尾観鈴、神奈備命)
- ああっ女神さまっ (スクルド)
- デジモンアドベンチャー (八神ヒカリ、ピノッキモン)
- デジモンアドベンチャー02 (八神ヒカリ、ブイモン)
- ONE PIECE (ネフェルタリ・ビビ)
- 愛してるぜベイベ★★ (坂下ゆずゆ)
- スパイラル －推理の絆－ (結崎ひよの)

### 韓国アニメ
- アニメ ごめん、愛してる (ソン・ウンチェ)
- プチプチミューズ (ソン・アリ)
- 太極千字文 (ハク、ジャハラ)

### 海外アニメ
- ディズニー作品 (ミニーマウス)
- キム・ポッシブル (キム・ポッシブル)
- Winx Club (フロラ)

### 吹き替え
- SAYURI（KBSテレビ放送版)（さゆり（チャン・ツィイー）)